# Фркашић
Фркашић је насељено мјесто у Лици, у општини Удбина, Личко-сењска жупанија, Република Хрватска.

## Географија
Фркашић је удаљен око 30 км сјеверно од Удбине, а од Коренице око 12 км југоисточно.

## Историја
Фркашић се од распада Југославије до августа 1995. године налазио у Републици Српској Крајини. До територијалне реорганизације у Хрватској насеље се налазило у саставу бивше велике општине Кореница.

## Становништво
Према попису из 1991. године, насеље Фркашић је имало 111 становника, од којих је било 107 Срба, 3 Југословена и 1 остали. Према попису становништва из 2001. године, Фркашић је имао 47 становника. Фркашић је према попису из 2011. године имао 33 становника.
| Националност       | 1991. | 1981. | 1971. | 1961. |
| Срби               | 107   | 92    | 205   | 308   |
| Југословени        | 3     | 40    | 5     |       |
| Хрвати             |       |       | 2     | 9     |
| остали и непознато | 1     | 3     | 5     | 1     |
| Укупно             | 111   | 135   | 217   | 318   |

| Демографија | Демографија | Демографија |
| Година      | Становника  | Становника  |
| ----------- | ----------- | ----------- |
| 1961.       | 318         |             |
| 1971.       | 217         |             |
| 1981.       | 135         |             |
| 1991.       | 111         |             |
| 2001.       | 47          |             |
| 2011.       |             | 33          |